# Католический институт Тулузы
Католический институт Тулузы (фр. Institut Catholique de Toulouse, ICT) — католический университет в городе Тулуза, Франция.
Католический институт Тулузы является частным высшим учебным заведением, где осуществляется преподавание гуманитарных и социальных наук, права и теологии, а также технических наук.
Расположенный в историческом центре Тулузы, в зданиях, построенных между четырнадцатым и восемнадцатым веками, Институт разделён на несколько факультетов и школ. В нём есть три аудитории, библиотека, часовня, многочисленные залы, исследовательские лаборатории, археологический и исторический музеи. Институт расположен на месте старого дома, где жил Святой Доминик, который также основал старый католический университет Тулузы в 1229 году вместе со святым Фомой Аквинским. Закон 1880 года принудил частные школы отказаться от использования слова «университет» в своём именовании, поэтому с тех пор университет известен как Католический институт Тулузы.
Католический институт Тулузы — один из пяти университетов, основанных епископами Франции.
Католический институт Тулузы является членом Международной федерации католических университетов, в которую входят 200 католических университетов по всему миру и является одним из пяти французских католических институтов, наряду с институтами в Анже, Лилле, Лионе и Париже.
18 декабря 2008 года французские правительственные чиновники и Ватикан подписали в Париже указ о признании дипломов, вступивший в силу 16 апреля 2009 года. Квалификация, сертификаты и дипломы института признаны во всем мире.

## Скандалы
В октябре 2017 года в институте возник большой внутренний кризис, связанный с его правлением. Люк-Томас Сомм, ректор решил уволить декана факультета философии Андреа Беллантоне, обвинённого в домогательствах. После того, как дело стало достоянием общественности, епископы решили вмешаться, чтобы замять инцидент. И декан, и ректор остались на своих местах. Однако через год ректор всё же решил уйти в отставку, после увольнения ряда профессоров и протеста студентов.